# Grå star
Grå star (Carex canescens) er en 20-50 cm høj halvgræs, der vokser næringsfattigt, f.eks. i hedemoser, klitlavninger, skovsumpe og hængesæk. Synonymet Carex curta er i dag forkastet.

## Beskrivelse
Grå star er en flerårig halvgræs med tueformet vækst. Bladene er alle grundstillede, linjeformede og grågrønne med hel rand. 
I Danmark sker blomstringen i juni-juli. Blomsterne sidder endestillet i aks-agtige stande på stængler, som er tydeligt trekantede i tværsnit.  De blomsterende skud er noget højere end tuen. Blomsterstanden er grågrøn og består af 5-7 ovale, ens småaks, der har de hunlige blomster øverst og de hanlige nederst. Frugterne er flade nødder. 
Rodnettet består af 0,5 - 1 mm tynde hvidlige til blegbrune rødder.
Højde x bredde og årlig tilvækst: 0,50 x 0,40 m (50 x 40 cm/år). Målene kan bruges til beregning af planteafstande i fx haver.

## Habitat
Overalt er arten knyttet til plantesamfund, som findes i sphagnumdomineret hængesæk, dvs. på fugtig, sur og næringsfattig jordbund, f.eks. i sumpenge og skovsumpe. Grå star vokser i Danmark sammen med bl.a. almindelig star, dyndstar, hirsestar, kærtidsel, næbstar, plettet gøgeurt, rundbladet soldug, smalbladet kæruld, stjernestar, tormentil, tranebær og trævlekrone – foruden flere arter af tørvemos.

## Udbredelse
Grå star har en meget vid udbredelse i alle arktiske, boreale og tempererede egne på den nordlige halvkugle.
I Danmark er den temmelig almindelig i Vest- og Nordjylland, og hist og her til sjælden i resten af landet. I Den danske Rødliste 2019 er grå star vurderet til Livskraftig.  